# 李歐·卡霍
莱奥斯·卡拉克斯（Leos Carax，法語：[leɔs karaks]，1960年11月22日—），本名亚历克斯·克里斯托夫·杜邦（Alex Christophe Dupont），法國電影導演、評論家、演員及編劇，以充滿詩意的風格和對愛情的痛苦描寫聞名，執導作品包括《男孩遇見女孩》《壞血》《新橋戀人》《神聖車行》。2021年以電影《安妮特》獲得第74屆坎城影展最佳導演獎。

## 背景
藝名莱奥斯·卡拉克斯（Leos Carax）是其名阿雷克斯（Alex）和奧斯卡（Oscar）的易位構詞，同時也是“阿雷克斯的奧斯卡獎”或“奧斯卡於阿雷克斯”的法語變形縮寫：
莱奥斯·卡拉克斯出生成長於法國巴黎西郊市鎮敘雷訥。母親瓊·奧瑟曼-杜邦（Joan Osserman-Dupont）是《國際先驅論壇報》的美國作者及電影評論家，法裔美籍父親喬治·杜邦（Georges Dupont）從美國空軍退役後隨妻移居報社總部巴黎，成爲《新發現》雜誌記者，兩人後來離婚。

## 影視
在開始製作電影前，卡拉克斯像尚盧·高達和法蘭索瓦·楚浮等法國前輩一樣，為知名電影雜誌《電影筆記》撰寫評論。他的電影生涯從執導一連串短片開始，而《男孩遇見女孩》（1984）則是其第一部重要作品。這部正片不僅樹立卡拉克斯成熟的視覺影像風格，同時也是他與其日後長期合作演員德尼·拉旺及攝影師讓-伊夫 埃斯科菲埃的首次合作。
卡拉克斯的第二部正片作品《壞血》（1986）則以科幻為主題，通過更爲陰暗的角度繼續探討現代社會中愛情的複雜性。這部作品亦表達出卡拉克斯對法國新浪潮電影的敬意，其在影片中對朱麗葉·比諾什等等女演員的運用，更是他對影響自己的前輩們——特別是戈達爾——的一次感人致敬。《壞血》同時還入圍次年舉行的第37屆柏林國際電影節主競賽單元。
五年後卡拉克斯執導製作成本不菲的《新橋戀人》（1991）。因爲巴黎政府僅允予劇組10天時間在塞納河上最古老的新橋進行拍攝，卡拉克斯決定在法國南部市鎮朗薩爾格搭建新橋模型完成攝製工作，然而主演拉旺的意外受傷和拍攝資金困難等種種狀況導致影片製作周期遠超預定計劃。不過《新橋戀人》上映后備受好評，這讓卡拉克斯得以完成更具實驗性和爭議性的《寶拉X》（1999）。這部作品改編自美國作家赫爾曼·梅爾維爾1852年發表的《皮埃爾；或，含糊不清》，一部關於亂倫的中篇小說，影片標題則是小説（標題法語譯名）改編劇本第10稿的縮寫：

## 作品

### 導演
- 憂鬱的扼殺（Strangulation Blues，1980，短片）
- 男孩遇見女孩（法语：Boy Meets Girl (film, 1984)）（1984）
- 壞血（1986）
- 新橋戀人（Les amants du Pont-Neuf，1991）
- 無題（法语：Sans titre (film)）（1997，短片）
- 寶拉X（Pola X，1999）
- 我的最後一分鐘（My Last Minute，2006，維也納國際電影節預告短片）[7]
- 梅德（2008，《東京！（英语：Tokyo!）》故事二）
- 42分一幻夢（42 One Dream Rush，2010，片段）
- 花都魅影（Holy Motors，2012）
- 格拉迪娃（Gradiva，2014，格拉迪娃畫廊宣傳短片）[8][9]
- 安妮特（Annette，2021）
- 這不是我（法语：C'est pas moi (film)）（2024）

### 演員
- 壞血（1986）：附近的偷窺者
- 李爾王（法语：King Lear (film, 1987)）（1987）：埃德加（Edgar）
- 藝術部門（英语：Philippe Garrel#Filmography）（1988）：他自己[10]
- 房子（英语：The House (1997 film)）（1997）：有書的男人
- 欲望過程（法语：Process (film)）（2004）：醫生
- 977（英语：977 (film)）（2006）：技術員
- 孤獨先生（英语：Mister Lonely）（2007）：雷納德（Renard）
- 我沒死（法语：Je ne suis pas morte）（2008）：大天使
- 花都魅影（Holy Motors，2012）：睡著的人
- 我是卡塔琳娜·戈露貝娃（法语：I am Katya Golubeva）（2016）：他自己
- 安妮特（Annette，2021）：他自己
- 這不是我（法语：C'est pas moi (film)）（2024）：他自己

## 外部連結
- 李歐·卡霍在互联网电影资料库（IMDb）上的資料（英文）
- 法國AlloCiné影劇資料庫上李歐·卡霍的演藝人員資料（法文）

- [城市裏的亞歷克斯：弗格斯·戴利提供關於莱奥斯·卡拉克斯起起伏伏的簡介]（英文）
- https://mediafunhouse.blogspot.com/2007/09/leos-carax-clip-retrospective-my.html （页面存档备份，存于） [媒體游樂宮：莱奥斯·卡拉克斯剪輯“回顧”：我的采訪和幾段場景]（英文）
- [https://web.archive.org/web/20080613143352/http://artificial-eye.com/video/ART181/inter.html  [《寶拉X》：采訪莱奥斯·卡拉克斯]（英文）